# Kirschblütenrennen 2024
55-й выпуск  Kirschblütenrennen — шоссейной однодневной велогонки по дорогам Австрии. Гонка прошла 28 апреля 2024 года в рамках Европейского тура UCI 2024. Победу одержал словацкий велогонщик Лукаш Кубис.

## Участники
| UCI Continental Teams (8)- Team Felt Felbermayr - Santic-Wibatech - Universe Cycling Team - XSpeed United Continental - ATT Investments - Hrinkow Advarics - Maloja Pushbikers - Team Vorarlberg Любительская, клубная или региональная команда- ARBÖ MiKo PV ON-Fahrrad |
| |

## Маршрут
Трасса протяженностью 169 км проходит в окрестностях города Вельса на северо-западе страны, второго по величине города в федеральной земле Верхняя Австрия после Линца.

## Ход гонки
К финишу первой добралась группа из восьми спортсменов, которые и разыграли спринт. Томас Обдржалка успешно прикрыл атаку Лукаша Кубиса, который и выиграл гонку.

## Результаты
| \| Генеральная классификация \| Генеральная классификация \| Генеральная классификация \| Генеральная классификация \| Генеральная классификация \| \| Гонщик \| Гонщик \| Команда \| Время \| \| \| ------------------------- \| ------------------------- \| ------------------------- \| ------------------------- \| ------------------------- \| \| 1-й \| Лукаш Кубис \| Elkov-Kasper \| 3ч 53' 21 \| \| \| 2-й \| Emanuel Zangerle \| Felt Felbermayr \| + 0 \| \| \| 3-й \| Роджер Клюге \| Rad-Net Oßwald \| + 0 \| \| |                  |                 |           |
| |                  |                 |           |
| Источник: ProCyclingStats |                  |                 |           |
| Генеральная классификация |                  |                 |           |
| Гонщик | Гонщик           | Команда         | Время     |
| 1-й | Лукаш Кубис      | Elkov-Kasper    | 3ч 53' 21 |
| 2-й | Emanuel Zangerle | Felt Felbermayr | + 0       |
| 3-й | Роджер Клюге     | Rad-Net Oßwald  | + 0       |